# Свети Георги (Любетино)
Вижте пояснителната страница за други значения на Свети Георги.
„Свети Георги“ (на гръцки: Αγίου Γεωργίου) е възрожденска православна църква, разположена в леринското село Любетино (Педино), част от Костурската епархия на Вселенската патриаршия.

## Местоположение
Църквата е гробищен храм, разположен в югозападния край на селото.

## История
Храмът е построен в османската епоха. Опожаряван е два път от османците. Второто изгаряне става на 4 август 1903 година по време на Илинденско-Преображенското въстание, когато османците изгарят и 44 от всичките 53 къщи на селото. Храмът е възстановен в 1908 година с личния труд на селяните. В миналото църквата обслужва не само Любетино, но и енориите на Долно Неволяни (Валтонера) и Свети Тодор (Лимнохори). През 20-те години е обновен покривът, колоните и мраморните подове.
Църквата официално е осветена на 20 ноември 2004 година от митрополит Серафим Костурски.